# Klaha
Haruna Masaki, més conegut com a Klaha, és un cantant i compositor japonès. Fou un dels fundadors de Pride of Mind, una banda new wave/dark activa entre 1992 i 1996 i el vocalista de Malice Mizer entre 2000 i 2001.

## Biografia

### Pride of Mind
En 1992 formà al costat del teclista, guitarrista i percussionista Fukuyama Atsushi i Masanori Ito, la banda New Wave Pride of Mind, influenciat per la música clàssica i electrònica. Pride of Mind lluità durant els seus primers mesos, però a poc a poc construí una carrera, fins al punt de fer diverses gires i aparèixer en esdeveniments com Shock Wave'96. Durant els seus tres anys d'activitat llançà dues demos, un vídeo, i un àlbum complet. No obstant això, al març de 1996, Masaki Haruna i Masanori Ito abandonaren la banda, deixant de Fukuyama sobre el seu propi. En aquest punt, l'home que es convertirà algun dia en "Klaha" desapareix de l'escena per diversos anys.

### Malice Mizer
La banda Malice Mizer havia perdut al seu vocalista i al seu bateria, Nippon Columbia. Yu ki, un dels membres de la banda, era amic de Masaki Haruna i decidí que Malice Mizer ho convidara a ser el tercer vocalista en la història de la banda. I així, Klaha, fou presentat en Malice Mizer el maig del 2000. Açò no fou revelat al públic, ja que sempre quedava fora de les fotografies o darrere de fotos borroses.
Una vegada que Klaha prengué el seu lloc al costat dels altres membres, l'època final de Malice Mizer començà. Mentre que l'anterior vocalista, Gackt, ha ocupat més un paper de "príncep romàntic / tràgic", la imatge de Klaha fou més proper al del "Gothic Aristocrat". Encara que la seua imatge és més fosca que el to apropiat del nou Malice Mizer, també s'injecta una suau nota de sentimentalisme en les seues lletres. Així, en 2001, la banda llançà els singles "Gardenia", "Beast of blood", i "Garnet", i filmà la pel·lícula muda "Bara no Konrei" en el qual Klaha encarnà a l'heroi. No obstant això, Klaha seria el més breu de tots els vocalistes de Malice Mizer, ja que la banda entrà en un "parèntesi indefinit" a la fi d'eixe any.

### Carrera solista
A diferència de l'última vegada que se separà una banda de Klaha, en aquesta ocasió havia definit els plans per a continuar en la música. Així, al desembre de 2002 llançà el seu primer àlbum com solista "Nostal Lab". En una eixida dels seus vells costums, es va prendre en una imatge molt més lleugera, i va escriure música pop amb sentiments nostàlgics. Açò, va dir, era la seua manera d'expressar el que havia en el seu cor i l'exploració de noves vies musicals que no podia seguir en Malice Mizer.
En el 2003 llançà el seu single, "Märchen". Ambdós van ser acompanyats per breus gires. Al començament de 2004 llançà el que és fins ara el seu últim treball, el mini àlbum "Setsubou". La seua última aparició va ser a l'abril de 2004, des de llavors que ha estat retirat. No obstant això, en les comunicacions en el seu lloc web oficial, Klaha ha declarat que confia que continue actiu d'alguna forma en l'any 2006 

## Discografia
Amb Pride of mind
First demo tape (1994)
1. "Dance with Moon" - 04:39
2. "Decayed" - 01:16
3. "Angels of night" - 03:47
4. "Black Sun" - 03:02

Image Sonic (29 d'agost de 1994)
- "The Sky was blue" - 07:23
- "Hikari no Naka de" (光の中で) - 04:48

Promotional demo tape" (Data no coneguda)
1. "The sky was blue (My supreme love) - 07:13
2. "Decayed" - 01:09
3. "Angels of night" - 03:30
4. "Virulent red" - 03:39

Second demo tape" (1994/5)
1. "The Sky was blue" - 07:23
2. "Virulent red" - 03:39
3. "Hikari no Naka de" (光の中で) - 04:48
4. "Lucent (versió en directe)"

Live video tape (1 de novembre de 1995)
1. "Intro: Edvard Grieg - In the Hall of the Mountain King (recording)" - 02:55
2. "Salome" - 04:16
3. "Unknown Title" - 03:33
4. "MC" - 00:45
5. "Tale of one night" - 06:00
6. "The sky was blue" - 07:29
7. "Dance with moon" - 04:30
8. "Red" -03:48
9. "Angels of night" 04:13
10. "Outro: The Buggles - I Am A Camera (recording)"

Systems of Romance - àlbum (11 de novembre de 1995)
1. "Love light [I feel your breath]" - 04:56
2. "Material world" - 03:36
3. "Walking in my life" - 03:24
4. "Bright moments" - 05:21
5. "Flowers" - 04:18
6. "The sky was blue [My supreme love]" - 07:24
7. "Red" - 03:49
8. "Out of the air" - 05:43
9. "Salome" [機械仕掛のロマンス] - 04:28
10. "The flower bloom in the future" - 04:45

Amb Malice Mizer
- 白い肌に烂う愛と哀しみの輪舞 (Shiroi hada ni kuruu ai to kanashimi no RONDO) (26 de juliol de 2000)
- 薔薇の聖堂 (Bara no Seidou) (23 d'agost de 2000)
- Gardenia (30 de maig de 2001)
- Beast of Blood (21 de juny de 2001)
- Garnet ～禁断の園へ～ [Garnet ~Kindan no sono e~] (30 de novembre de 2001)
- "Mayonaka ni Kawashita Yakusoku ~Bara no Konrei~" (真夜中に交わした約束～薔薇の婚礼～)"

Solista

Nostal Lab - album (4 de desembre de 2002)
1. "Shinsho Prism (Instrumental)" (心象プリズム (Instrumental))- 00:55
2. "Scape ~With Transparent Wings~" - 03:39
3. "Taiyou no Ori" (太陽の檻) - 05:32
4. "Red Room ~Garasu no Hana Red Room~" (Red Room ～硝子の花～) - 03:45
5. "penguin" - 06:13
6. "Kanjou Prism (Instrumental)" - 00:44
7. "Kiseki no Koe" - 05:00
8. "SHOKOREITO" (ショコレイト) - 04:51
9. "Kamereon no Seppun" (カメレオンの接吻) - 03:43
10. "Sayonara" (サヨナラ) - 05:41
11. "Green ~ Tsutaetai Omoi" (Green ～伝えたい想い～) - 04:27
12. "Kaihou Prism" (解放プリズム) - 02:12

Märchen - sencillo (2003)
1. "Mitsu (Hisoka) (Instrumental)" (密 (ひそか) (Instrumental)) - 01:05
2. "Märchen" - 04:31
3. "Stay in the Rain" - 04:30
4. "Deatta Hi No Mama" (出逢った日のまま) - 04:49
5. "Märchen (Instrumental)" - 04:30
6. "Deatta Hi No Mama (Instrumental)" (出逢った日のまま (Instrumental)) - 04:47

Setsubou (切望) - mini-àlbum (març de 2004)
1. "Hizashi" (陽射し) - 04:41
2. "Souten Hakugetsu" (蒼天白月) - 05:06
3. "Gekkou - Instrumental" (激昴 - Instrumental -) - 02:24
4. "Kibou no Tenshi" (希望の天地) - 05:12
5. "Hekiya no Hate" (僻野ノ涯) - 05:23
6. "Gyakkou ~Konosaka no Mukouni~" (逆光 ～ この坂の向こうに ～) - 05:19